# Капіталізм, соціалізм і демократія
Капіталізм, соціалізм і демократія — найвизначніша  книга австро-американського економіста Йозефа Шумпетера, у котрій він детально проробляє теми капіталізму, соціалізму та креативної руйнації. Перша публікація 1942, значною мірою нематематична. Порівняно з неокласичними творами, фокусується на неочікуваних, раптових сплесках керованого підприємцями росту замість статичних моделей.

## Книга

### Частина ІІ: Чи може капіталізм вижити?
Відповідь Шумпетера у пролозі до цієї частини — «ні». Проте він говорить, «якщо лікар каже, що його пацієнт тепер помре… це іще не означає, що він цього зичить» (англ. “If a doctor predicts that his patient will die presently,” ... “this does not mean that he desires it”). Тут застосовується термін «Креативний розпад» (англ. "Creative destruction") котрий вводиться у стандартну економічну теорію. Таким чином капіталізм на думку Шумпетера прямує до самознищення.

### Частина ІІІ: Чи може соціалізм працювати?
У цій частині подається порівняльний аналіз відомих теорій соціалізму.

### Частина IV: Соціалізм та демократія
У цій частині обговорюється, наскільки добре демократія та соціалізм можуть співіснувати. Четверта частина містить поставлення запитання, класичну доктрину демократії, альтернативну теорію демократії та висновок.

### Частина V: Історичний ескіз соціалістичних партій
Ця частина розробляє п'ять етапів розвитку соціалістичної думки. До Маркса, час Маркса, від 1875 до 1914 (до 1-ї Світової війни), міжвоєнний час, та сучасний Шумпетеру повоєнний період.